# Elysius pretiosa
Elysius pretiosa là một loài bướm đêm thuộc phân họ Arctiinae, họ Erebidae.